# Charles Gale
Pour les articles homonymes, voir Gale (homonymie).
Charles Gale (parfois crédité comme Charlie Gale) est un scénariste américain.

## Filmographie

### Cinéma
Scénariste
- 1984 : Making the Grade (en), de Dorian Walker
- 1991 : Guilty as Charged
- 1991 : Ernest Scared Stupid

## Distinctions
Nominations
- Saturn Award :
  - Saturn Award du meilleur scénario 1992 (Guilty as Charged)